# Alan Walsh (Physiker)

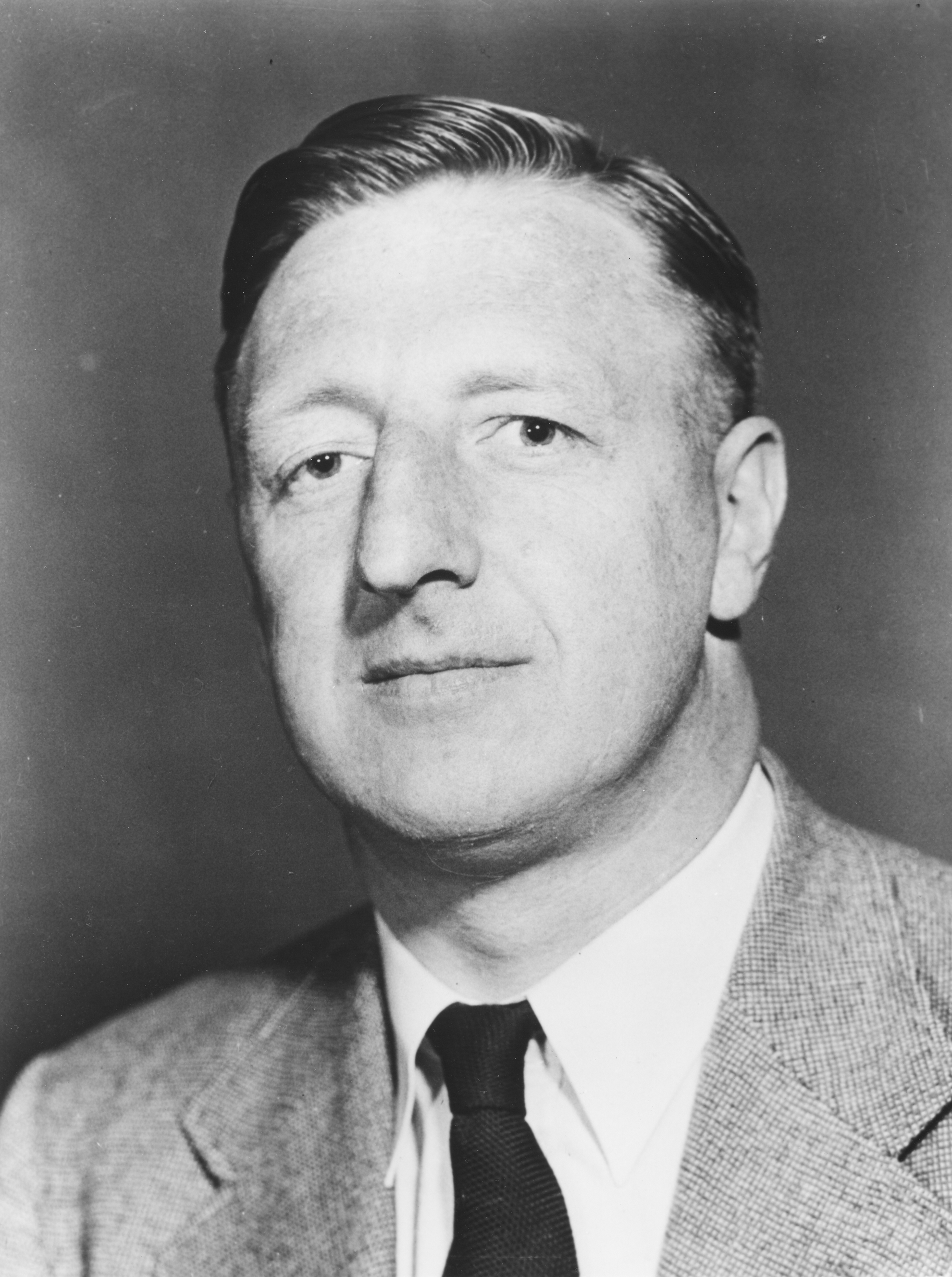
Alan Walsh

Sir Alan Walsh (* 19. Dezember 1916 in Hoddleston, Lancashire; † 3. August 1998 in Melbourne) war ein britisch-australischer Physiker und Chemiker. Er ist der Erfinder der Atomabsorptionsspektrometrie (AAS) der Analytischen Chemie.
Walsh besuchte die Schule in Darwen und studierte Physik an der Manchester University mit dem Bachelor-Abschluss 1937 und forschte dann am Manchester College of Technology. Danach ging er in die Industrie, war 1939 bis 1946 bei der British Non-Ferrous Metals Research Association als Industriephysiker, zuletzt 1945/46 als Leiter der Spektroskopie. Im Zweiten Weltkrieg war er am Metal and Produce Recovery Depot des Ministry of Aircraft Production in Durham und machte gleichzeitig 1944 seinen Master-Abschluss (MSc Tech) an der University of Manchester. Er zog 1946 nach Melbourne, wo er in der gerade gegründeten Abteilung Chemische Physik der Commonwealth Scientific and Industrial Research Organisation (CSIRO) arbeitete. Er leitete dort 1946 bis 1957 die Abteilung Spektroskopie und war danach Assistant Chief der Abteilung Chemische Physik. Er blieb dort bis zu seiner Pensionierung 1977. Dort entwickelte er in den 1950er Jahren AAS. Das erste auf dem Prinzip basierende Spektrometer wurde Mitte der 1960er Jahre bei Techtron in Australien produziert. Die Methode revolutionierte die Analytische Chemie und machte es möglich schnell, kostengünstig und mit hoher Genauigkeit die Konzentration zahlreicher Elemente zu bestimmen, ohne die Verwendung nasser Chemie.
1976 erhielt er die Royal Medal und 1982 die Robert Boyle Medal. 1958 wurde er Fellow der Australian Academy of Sciences und 1982 der Australian Academy of Technological Sciences and Engineering. 1967/68 war er Präsident des Australian Institute of Physics, die zu seinen Ehren die Alan Walsh Medal für Industriephysiker vergibt. 1969 wurde er Fellow der Royal Society und Mitglied der Schwedischen Akademie der Wissenschaften. 1976 erhielt er die Torbern Bergman-Medaille der Schwedischen Chemischen Gesellschaft. 1977 wurde er als Knight Bachelor geadelt.